# Kalsilite
La kalsilite è un minerale e, in particolare, un feldspatoide in attesa di assegnazione al gruppo della cancrinite.